# جولز لولوش
جولز لولوش هو رسّام تونسي، مولود سنة 1903 بالمنستير و توفي في باريس سنة 1963.
الرسام جولز لولوش أصيل حيّ يهودي بالمنستير،من أبوين لا يجيدون اللغة الفرنسية و غربيون عن الحضارة الغربية.
يتغزل جولز لولوش بمسقط راْسه ويقول: